# Knud Blach Petersen
Knud Blach Petersen (født 10. september 1919 i Aarhus, død 2. april 2008 i Åbyhøj) var en dansk arkitekt. Han var ikke i familie med Mogens Black-Petersen.
Knud Blach Petersen har tegnet mange byggerier i Danmark, alle i den modernistiske stil med beton som foretrukket materiale. Blandt hans mest betydningsfulde byggerier er boligbyggeriet Gellerupparken, Forskningscenter Foulum (sammen med Rune Fink Isaksen og Hans Schwarz Sørensen), og administrationsbygningen "Glasalstrup" for glasfirmaet J.A. Alstrup i Hasselager fra 1967. Sidstnævnte blev købt af Realdania By & Byg i 2018 på grund af sit ikoniske udtryk. I begyndelsen af 1970'erne projekterede Blach Petersen Skjoldhøjkollegiet sammen med arkitektkollegaen Knud Friis. 
- Boligblokke i Gellerupparken
- Gellerup Kirke, del af Gellerupparken
- City Vest, indkøbscenter i Gellerupplanen
- Holmstrup, del af Gellerupplanen
- Skjoldhøjkollegiet
- Klostervangen, boligblokke